# 國軍示範公墓
國軍示範公墓（亦稱五指山軍人公墓或五指山國軍示範公墓）位於中華民國（臺灣）新北市汐止區車坪寮山（五指山）山區，為中華民國國軍所轄墓區。

## 介紹

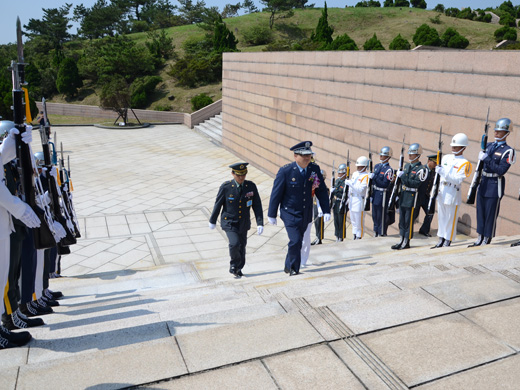
在國軍示範公墓列隊的三軍儀隊，2014年9月3日軍人節

國軍示範公墓之管理機構為「國防部全民防衛動員署國軍示範公墓管理組」，法源則為《國軍作戰或因公亡故官兵安葬紀念表揚實施辦法》及《國軍現役及退伍除役官兵因病或意外亡故申請葬厝及旌忠狀作業規定》。最高海拔達699公尺的該墓園，總面積為226公頃，因受地形坡度、山坡地開發及水土保育與《建築技術規則》等各項法令限制，實際開發墓區僅78公頃。墓區大致分為兩部分：首先啟用之示範公墓區，以土葬方式安葬，共9,236名穴位；民國91年建成之忠靈殿，以火葬方式安葬與祭祀行禮用，共19,537座。
1982年，國軍示範公墓啟用，依葬者軍階分為特勳區、上將區、中將區、少將區、上校區、中少校區、尉官區、士官長區、士官區及士兵區，共9236名穴位。因申請條件寬鬆，申請者眾；今除了特勳區與士兵區之外，幾乎全部額滿。
能入葬特勳區者，需具備「生前獲頒國光勳章、青天白日勳章，或有其他足資矜式、經明令褒揚之忠烈行為」等資格。另因國葬法制定後遭逢時局動盪，而未曾施行過，導致其內容今已不合現狀，使目前總統逝世後並無國葬墓園可安葬，故目前多以特勳區作為已故總統陵寢所在，除兩蔣早前已有陵寢，移靈與否仍在討論。

## 組織架構
- 國防部全民防衛動員署
  - 國軍示範公墓管理組
    - 葬厝服務組
    - 墓園維護組
    - 墓區巡察組
    - 行政採購組

## 葬於此處名人

### 中華民國總統（三軍統帥）
［蔣中正、蔣經國未下葬]
- 蔣中正:中華民國第1—5任總統（已初步建成陵寢－蔣陵，待蔣家後人決定是否自慈湖陵寢遷葬）
- 嚴家淦:中華民國第5任總統（蔣中正逝世後由嚴家淦繼任）葬於特勳區[1][2]
- 蔣經國:中華民國第6—7任總統（已初步建成陵寢－蔣陵，待蔣家後人決定是否自大溪陵寢遷葬）
- 李登輝:中華民國第7—9任總統，葬於特勳區[3][4]

### 中華民國國軍將領（上將）

#### 一級上將
- 中華民國陸軍
  - 黃百韜：追授陸軍一級上將。
  - 顧祝同：曾任陸軍總司令、參謀總長、國防部部長。
  - 何應欽：曾任軍政部部長、國民政府軍事委員會北平軍分會委員長、大本營參謀總長、陸軍總司令、聯合國軍事參謀團中國代表團團長、國防部部長及行政院院長、總統府戰略顧問委員會主委、中國國民黨中央評議委員會和國民大會主席團主席。他曾以陸軍總司令的身份代表中華民國與日本的昭和天皇代表岡村寧次簽訂停戰合約。
  - 黃　：曾任臺北衛戍司令、陸軍總司令、總統府參軍長、臺灣省警備總司令、臺灣省政府主席、國防部部長、總統府戰略顧問。
  - 陳濟棠（衣冠塚）：曾為中國革命同盟會會員，歷任廣東省政府主席、國民政府農林部長、中國國民黨中央執行委員、海南特別行政區行政長官、原安葬於北投陳濟棠墓園，已於1992年遷葬中國大陸廣東省湛江市湖光岩。
  - 陳大慶：曾任中華民國國家安全局局長、臺灣省警備總司令兼軍管區司令、陸軍總司令、臺灣省政府主席、國防部部長，墓原在現新北市八里區，後遷葬於此。
  - 劉玉章：曾任臺灣警備總司令、陸軍金門防衛司令部司令、軍管區司令兼海巡部司令、總統府戰略顧問。
  - 薛　岳：曾任廣東省政府主席、總統府參軍長、總統府戰略顧問、行政院政務委員、光復大陸設計委員會主任委員，為抗日名將。
  - 彭孟緝：曾任臺灣高雄要塞司令、臺灣防衛司令部司令、臺灣警備總司令、保安司令部司令、陸軍總司令、參謀總長、駐泰國大使、駐日本大使、總統府戰略顧問。
  - 劉安祺：曾任魯東行政長官、臺灣中部防守區司令、陸軍澎湖防衛司令部司令、金防部司令、陸軍總司令、三軍聯合參謀大學校長、國防研究院副主任、總統府戰略顧問、中央信託局理事主席。
  - 劉詠堯：應其本人要求安葬於「中將七區」。
  - 羅本立：曾任聯勤總司令、國防部副參謀總長執行官、國防部參謀總長、總統府戰略顧問。
  - 郝柏村：曾任總統府侍衛長、陸軍總司令、國防部參謀總長、中山科學研究院院長、國防部部長、行政院院長、中國國民黨副主席、總統府資政、中國國民黨中評委主席團主席。
  - 湯曜明：曾任陸軍總司令、參謀總長、國防部長等要職。退伍後，曾任總統府資政、合作金庫商業銀行董事、黃埔撫卹委員會基金會及中央軍校同學會撫卹會基金會與遺族學校基金會的董事長和臺北論壇基金會董事。
- 中華民國海軍
  - 宋長志：曾任國防部部長、參謀總長、海軍總司令。
  - 黎玉璽：曾任參謀總長、海軍總司令，安葬於「上將二區」。
  - 劉和謙：曾任海軍總司令、參謀總長、總統府戰略顧問。
- 中華民國空軍
  - 王叔銘：曾任參謀總長、空軍總司令、約旦王國大使。
  - 陳燊齡：曾任國防部參謀總長、總統府戰略顧問。
  - 沈一鳴：參謀總長任內殉職。曾任空軍司令、國防部軍政副部長。追授空軍一級上將。

#### 二級上將
- 陸軍
  - 蔣緯國：曾任國家安全會議秘書長、三軍大學校長、聯合後勤總司令部總司令。
  - 湯恩伯：曾任陸軍副總司令、陸軍金門防衛司令部司令。
  - 鄭為元：曾任國防部部長、海軍陸戰隊司令、國軍退除役官兵輔導委員會主任委員。
  - 于豪章：曾任陸軍總司令部總司令、參謀本部副參謀總長、海軍陸戰隊司令。
  - 王　昇：曾任國防部聯合作戰訓練部主任、國防部總政治作戰部主任。
  - 溫哈熊：曾任聯勤總司令、總統府戰略顧問、總統府國策顧問。
  - 馬安瀾：曾任金防部司令、陸軍總司令、參謀本部副參謀總長執行官、總統府參軍長、總統府戰略顧問。
  - 邱清泉（衣冠塚）：陣亡將士。墓位於中國大陸浙江省永嘉縣。
  - 吉星文：抗日名將、八二三炮戰陣亡將士。
  - 錢大鈞：曾任軍長、國民政府軍事委員會調查統計局局長、上海市市長兼松滬警備總司令、南昌行營主任兼侍衛長、總統府戰略顧問。
  - 羅友倫：曾任陸軍官校校長、憲兵司令、陸戰隊司令、軍團司令、陸軍副總司令兼訓練作戰發展司令、國防部副參謀總長、國防部總政戰主任、聯勤總司令、駐薩大使、國策顧問。
  - 蔣仲苓：曾任師長、軍長、軍團司令、金防部司令、陸軍總司令、副參謀總長、參軍長、國防部部長、總統府資政、中國國民黨副主席。
  - 郭寄嶠：曾任集團軍總司令、東南軍政長官公署副長官、新疆省政府主席、甘肅省政府主席、國防部部長、蒙藏委員會委員長。
  - 谷正倫：曾任師長、甘肅省政府主席、貴州省政府主席、糧食部部長、總統府國策顧問。被稱為中華民國憲兵之父。
  - 言百謙：曾任陸軍空降特戰司令、陸軍官校校長、軍團司令、陸軍副總司令、三軍大學校長、國防部副部長、總政戰部主任、總統府戰略顧問、總統府國策顧問。
  - 余伯泉：曾任金防部副司令、國防部副參謀總長、總統府參軍長、國防部聯合作戰研究委員會主委、三軍大學校長、總統府戰略顧問、總統府國策顧問。
  - 陳堅高：曾任師長、三軍大學陸院院長、作戰次長、陸軍副參謀總長、國防部副參謀總長執行官。
  - 張　鎮：曾任憲兵特務團長、陸軍第八軍副師長、憲兵副司令、憲兵學校教育長、南京首都衛戌總司令、中央執行委員、憲兵總司令。
  - 曹浩森：曾任團長、參謀長、署長、政務次長、軍管區司令、江西省政府主席、監察委員。
  - 劉士毅：曾任師長、軍長、軍訓部次長、國防部次長、總統府參軍長、總統府戰略顧問、總統府國策顧問。
  - 孫　震：曾任師長、軍長、集團軍總司令、總統府國策顧問。
  - 石　覺：曾任軍長、軍團司令、舟山群島防衛司令官兼浙江省政府主席、臺灣防衛司令部副總司令、金防部司令、國防部副參謀總長兼聯合作戰計劃委員會副主委、銓敘部部長。
  - 殷宗文：曾任澎防部司令、國防部軍事情報局局長、國安局局長兼特種勤務指揮中心指揮官、國家安全會議秘書長、總統府資政。
  - 孫連仲：曾任戰區司令官、首都衛戍總司令、青海省政府主席、甘肅省政府主席、河北省政府主席、總統府參軍長、總統府戰略顧問、總統府國策顧問。
  - 袁　樸：曾任軍長、軍團司令、陸軍副總司令、總統府國策顧問。
  - 宋心濂：曾任團長、師長、陸軍作戰署長、步指部指揮官、聯三作戰次長、第十軍團司令、陸軍副總司令、金防部司令、國安局局長兼聯指部指揮官。
  - 趙萬富：曾任金防部司令、陸軍馬祖防衛司令部司令、陸軍副總司令、國防部副參謀總長、總統府戰略顧問。
  - 方先覺：曾任澎湖防衛司令部副司令官、第一軍團副司令、聯合勤務總司令部研究督察委員會主任委員。
  - 張國英：曾任師軍長、軍團陸訓司令、副參謀總長、國防部副部長、退輔會主委。
  - 杜金榮：曾任參謀本部人事次長、督察部主任、副參謀總長、國防部總政戰部主任。
  - 胡長青：曾任軍長、兵團司令。1949年戍守川康，獨撐殘局，至越雋因彈盡援絕，撰報國歌，慷慨成仁。追贈陸軍二級上將。
  - 尹　俊：曾任師長、軍長、金防部司令、警備總司令。
  - 李運成：曾任師長、軍長、澎湖防衛司令、憲兵總司令、總統府戰略顧問。
  - 楊德智：曾任陸軍軍官學校校長、國防部參謀本部副參謀總長、聯勤總司令、退輔會主委。
  - 王文燮：曾任師長、軍團參謀長、國防部參謀本部作戰助理次長、軍長、澎湖防衛司令部司令、軍團司令、國防部聯勤總司令、國防部副部長。
  - 金恩慶：曾任馬祖防衛司令部司令官、軍管區司令部暨海岸巡防司令部司令、總統府戰略顧問。
  - 陳體端：曾任總統府戰略顧問、後備司令、國防部常務次長。
  - 丁之發：曾任澎防部參謀長、陸軍成功嶺主任、陸軍後勤司令部司令、國防部常務次長、陸軍副總司令、國防部督察部主任與聯勤總司令。
  - 果　芸：1925年出生、空軍機械學校第7期畢業，歷任空軍後勤管制中心主任、空軍供應司令部參謀長、國防部國防管理中心主任、陸軍後勤司令部副司令、國防管理學院院長、駐美軍事採購團團長、總統府戰略顧問等職，退伍後出任資策會副董事長兼執行長，2025年辭世。
  - 許歷農：曾任政戰學校校長、陸軍官校校長、北部軍團司令、金防部司令官、總政戰部主任、退輔會主委、總統府國策顧問。
- 海軍
  - 馬紀壯：曾任海軍總司令、總統府秘書長。
  - 馮啟聰：曾任太平艦長、艦隊指揮官、海軍總司令、國防部副部長、總統府參軍長、總統府戰略顧問、總統府國策顧問。
  - 莊銘耀：曾任艦訓部指揮官、參謀長、國防部副部長、海軍總司令、駐日代表、國家安全會議秘書長、亞東關係協會會長。
  - 顧崇廉：曾任海軍官校校長、國防部副部長、海軍總司令、駐荷蘭代表、立法委員。
  - 郭宗清：曾任國防部副部長、國防部聯合作戰訓練部主任、國防部常務次長、海軍第一軍區司令、海軍艦隊副司令、總統府戰略顧問、巴拉圭全權大使、體總會長及中華軍史學會理事長。
  - 鄒　堅：曾任艦長、艦隊長、六二指揮官、總統府侍衛長、海軍總司令、副參謀總長執行官。
  - 劉廣凱：曾任艦隊司令、海軍總司令、聯勤總司令、國防部聯合作戰訓練部主任、總統府戰略顧問、總統府國策顧問。
  - 俞柏生：曾任海軍副總司令、國防部副參謀總長。
  - 崔之道：曾任海軍副總司令、國防部常務次長、國防會議戰地政務委員。
- 空軍
  - 雷炎均：曾任空軍副總司令、國防部副參謀總長、中華航空公司總經理與董事長。
  - 姚兆元：曾任空軍作戰司令、空軍副總司令、國防部副參謀總長、聯訓部主任、總統府國策顧問。
  - 烏　鉞：曾任空軍總司令、國防部副參謀總長執行官、中華航空公司總經理與董事長。
  - 郭汝霖：曾任空軍官校校長、空軍總司令、總統府參軍長。
  - 徐煥昇：曾任大隊長、軍區司令、空軍總司令、中華航空公司董事長。
  - 司徒福：曾任聯隊長、作戰署長、作戰司令、空軍總司令、中華航空公司董事長、總統府國策顧問。
  - 劉貴立：曾任反潛大隊長、空軍總司令、總統府戰略顧問。
  - 華錫鈞：曾任總統府戰略顧問、中科院副院長及空軍航發中心主任。擔負研製軍機重任，從初級教練機至經國號戰機無役不興，捐款獎勵後進，成立基金會。畢生發展航空工業。
  - 陳有維：曾任隊長、聯隊長、空軍官校校長、空軍作戰司令、空軍副總司令及國防部副參謀總長。
  - 蔡春輝：曾任空軍後勤司令部司令、空軍副總司令、國防部副參謀總長。

### 中華民國國軍中將
- 陸軍
  - 丁德隆：曾任國民大會湖南省工會代表、光復大陸設計研究委員會委員。
  - 張雪中：1899年生。汤恩伯嫡系将领。曾參與东征、北伐。抗战期间，先後参與南口战役、台儿庄会战、武汉会战、随枣会战、枣宜会战、豫南会战、豫中会战诸役。1949年赴台湾，1995年病逝。
  - 袁國徵：曾參與東山島戰役。曾任海軍陸戰隊中將司令、陸軍訓練作戰發展司令部司令、中華民國跆拳道協會創會理事長。
  - 葛先才：曾參與北伐戰爭、淞滬抗戰、徐州會戰、常德會戰、武漢會戰和衡陽保衛戰。
  - 容有略：1906年生。抗日名將，曾任第六十四軍軍長、海南警備副司令、海南防衛總司令部第三路司令官、國防部中將參議、粵中反共救國軍副總指揮、粵北反共救國軍總指揮。1961年7月退役後，受聘任為交通部顧問。1982年病逝。
- 海軍
  - 梁天：曾任聯合後勤總司令部副總司令、兩棲偵搜大隊指揮官。於鯁門島海戰以艦長身分指揮艦隊，擊沉中國人民解放軍艦艇。
- 空軍
  - 馮　庸：東北講武堂畢業，東北空軍創建人之一，因第一次直奉戰爭對戰爭深惡痛絕於是卸下軍職於1927年8月8日創辦中華民國第一所西式大學馮庸大學，且可讓學生完全免費就讀，在校擔任校長與導師，但因九一八事變爆發後遭關東軍軟禁於東京，經日本友人助逃後由英屬香港至北平重拾軍職並集合帶領於關內流亡的學生組成東北抗日義勇軍，曾參與一二八事變、長城戰役等著名戰役，1949年至臺灣擔任空軍警衛部隊高雄分隊指揮官，後擔任臺灣電力公司行政工程處顧問直到過世。
  - 蔡名永：歷任空軍作戰司令部參謀長、空軍作戰司令部副司令、三軍聯合參謀大學副教育長、國防部情報次長、航空發展委員會委員、中華航空公司董事。
  - 李　礩：歷任空軍各級部隊長及空軍第五聯隊聯隊長、空軍作戰司令部參謀長、總統府第三局局長、警備總部副總司令，1982年病逝。

## 各地軍人墓園
國軍興建
- 國民革命忠烈祠
- 國軍臺北忠靈塔
- 國軍彰化忠靈塔
- 國軍高雄忠靈塔
- 臺北市軍人公墓
- 新北市軍人忠靈祠
- 新竹軍人忠靈祠
- 臺中市軍人忠靈祠
- 彰化軍人忠靈祠
- 嘉義縣軍人忠靈祠
- 臺南市軍人忠靈祠
- 高雄市軍人忠靈祠燕巢園區、鳥松園區
- 宜蘭縣軍人忠靈祠
- 花蓮縣軍人忠靈祠
- 臺東縣軍人忠靈祠
- 澎湖縣軍人忠靈祠
- 金門縣軍人公墓
- 連江縣軍人公墓

民間興建
- 天兵忠靈祠

### 引用
1. ↑  中央社，台北，1994年1月22日電
2. ↑  美聯社，台北，1994年1月22日電
3. ↑  .   [2020-08-17]. （原始内容存档于2021-02-02）.
4. ↑  . 軍事新聞通訊社. 2020-10-07  [2020-10-07].

## 外部連結
- 後備指揮部 - 國軍示範公墓 （页面存档备份，存于）（中文）（英文）
- 國軍示範公墓的Facebook專頁